# Есра Суед
Есра Суед (ісп. Ezra Sued, 7 червня 1923, Буенос-Айрес — 21 серпня 2011, Буенос-Айрес) — аргентинський футболіст, що грав на позиції нападника за клуб «Расінг» (Авельянеда), а також національну збірну Аргентини. У складі останньої — дворазовий переможець чемпіонату Південної Америки.

## Клубна кар'єра
У дорослому футболі дебютував 1943 року виступами за команду «Расінг» (Авельянеда), кольори якої і захищав протягом усієї своєї кар'єри гравця, що тривала дванадцять років. Був основним гравцем атакувальної ланки команди протягом сезонів 1949—1951, коли «Расінг» тричі поспіль вигравав футбольну першість Аргентини.

## Виступи за збірну
1945 року дебютував в офіційних матчах у складі національної збірної Аргентини. Наступного року був учасником домашнього для аргентинців чемпіонату Південної Америки 1946, на якому вони вибороли свій восьмий титул найсильнішої збірної континенту, проте сам Суед на поле не виходив. Ще за рік здобув свій другий титул чемпіона Південної Америки на континентальній першості 1947 в Еквадорі.
Загалом провів у формі збірної 6 матчів, забивши 2 голи.
Помер 21 серпня 2011 року на 89-му році життя у місті Буенос-Айрес.

## Титули і досягнення
- Переможець чемпіонату Південної Америки (2):

Аргентина: 1946, 1947
- Чемпіон Аргентини (3):

«Расінг» (Авельянеда): 1949, 1950, 1951